# تومبارومبا
تومبارومبا (به انگلیسی: Tumbarumba) یک شهرک در استرالیا است که در Tumbarumba Shire واقع شده‌است. این شهر در حدود ۴۸۰ کیلومتر (۳۰۰ مایل) جنوب غربی مرکز ایالت سیدنی است. تومبارومبا در حاشیه رودخانه و در مناطق دامنه جنوب غربی در حاشیه کوه‌های برفی قرار دارد.